# جون هنري كوتس
جون هنري كوتس (بالإنجليزية: John H. Coates)‏ هو رياضياتي وأستاذ جامعي أسترالي، ولد في 26 يناير 1945 في نيوساوث ويلز في أستراليا.